# 나일리추에
나일리추에(Kobus megaceros)는 남수단과 에티오피아의 늪과 초원에 서식하는 멸종 위기에 처한 영양 종이다.

## 외형

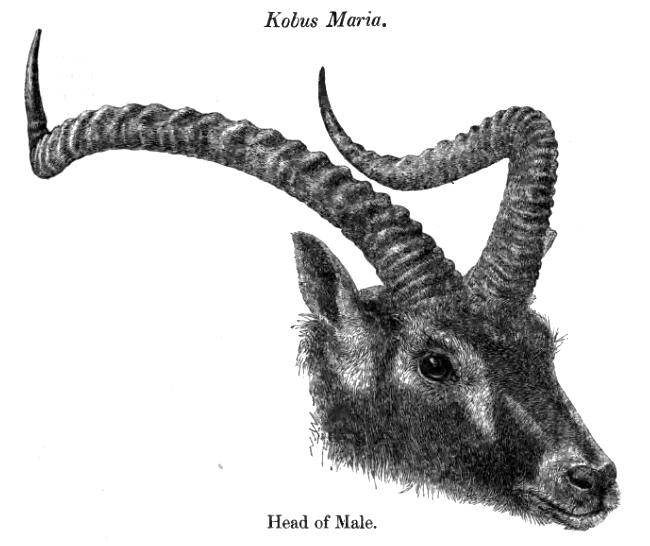
존 에드워드 그레이가 묘사한 Kobus maria의 머리

수컷은 평균 몸길이 165cm, 어깨높이 100~105cm, 몸무게는 90~120kg인 반면, 암컷은 평균 몸길이  135cm, 어깨높이 80~85cm, 몸무게는 60~90kg이다. 나일리추에의 평균 수명은 10~11.5년이며, 드물게는 19년까지 산다.
이들의 털은 덥수룩하며 암수 모두 뺨에 있는 털이 길고 수컷의 경우 목에 더 기다란 털을 갖추고 있다. 나일리추에는 극단적인 성적 이형성을 나타낸다. 암컷의 털은 황금빛을 띠는 갈색이며 아랫배는 흰색이고 뿔이 없다. 새끼도 황금빛 갈색 털을 가지고 있지만, 어린 수컷의 경우 2~3세가 되면 색이 짙은 갈색으로 변한다. 성체 수컷의 털은 흑갈색에서 황갈색을 띠고 있으며 어깨 위에 흰색 '두건'이 있고 눈 위에 작은 흰색 반점이 있다. 성체 수컷의 뿔은 길이가 50~87cm이며 밑부분이 강하게 융기되어 있고 끝이 구부러져 있다.

## 생태
나일리추에는 시각적으로 신호를 보내고 발성하여 서로 소통할 수 있다. 상대 앞에서 공중으로 높이 솟아오르고 전시하는 동안 머리를 옆으로 돌린다. 암컷은 꽤 시끄러워서 움직일 때 두꺼비처럼 두꺼비처럼 개굴거리는 소리를 낸다. 싸울 때 수컷은 머리를 숙이고 뿔을 사용하여 서로를 밀어낸다. 한 수컷이 다른 수컷보다 현저히 작은 경우, 자신보다 더 큰 수컷과 옆으로 평행한 위치로 이동하여 거기에서 밀어낼 수 있으며, 이로 인해 더 큰 수컷이 모든 힘을 다해 밀지 못하게 된다. 알려진 포식자는 인간, 사자, 악어, 치타, 들개, 하이에나 및 표범이 있다. 방해를 받으면 물로 도망가지만, 암컷은 주로 발로 차는 등의 직접적인 공격을 통해 더 작은 포식자로부터 새끼를 보호한다. 생후 한 살이 된 나일리추에는 종종 쇠파리에 감염되어 건강이 악화되거나 사망률이 높아질 수 있다.
나일리추에는 박명박모성 동물로 이른 아침과 늦은 오후에 활동한다. 이들은 최대 50마리의 암컷과 한 마리의 수컷으로 구성된 무리로 모이거나 더 작은 수컷 무리로 모인다. 나일리추에의 무리는 세 가지의 사회 집단, 즉 암컷과 그들의 새끼, 독신 수컷, 영역을 가진 우두머리 수컷으로 나뉜다. 영역이 있는 수컷은 때때로 독신 수컷이 자신의 영토에 들어와 영역 내의 암컷과 교미하지 않도록 감시한다.

## 먹이

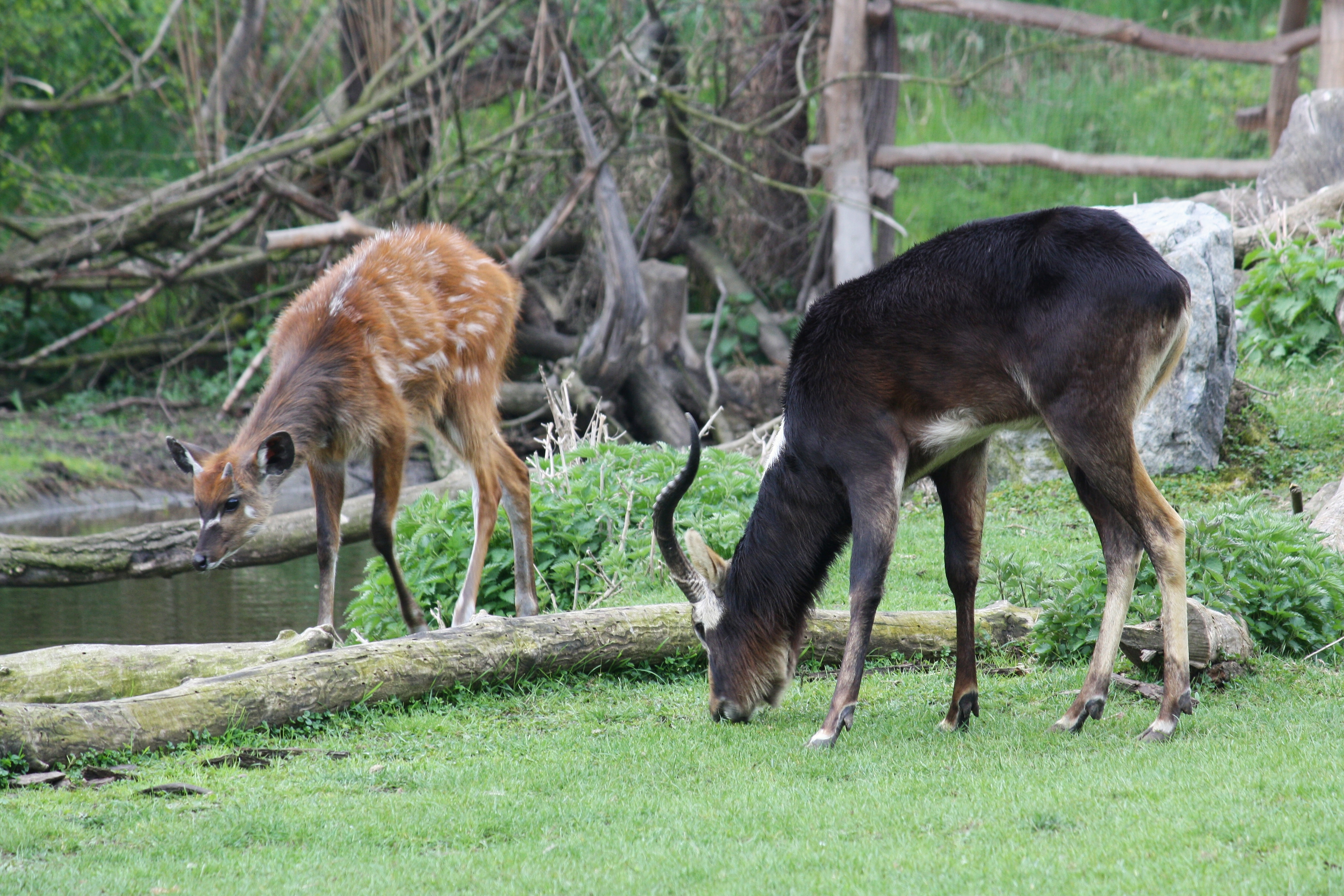
시타퉁가와 함께 풀을 뜯는 수컷 나일리추에. 나일리추에의 주요 식단에는 대부분 풀이 포함되어 있다.

나일리추에는 즙이 많은 풀과 수초를 먹는다. 야생 벼는 우기가 시작될 때 선호되는 음식으로 보이며, 물이 빠질 때는 더 많은 비율의 늪지 풀이 소비된다. 이들은 얕은 물에서 헤엄치고 더 깊은 물에서 수영할 수 있는 특별한 능력을 가지고 있으며, 나무와 덤불의 어린 잎을 먹고 도달하기까지 자랄 수 있다. 나일리추에는 습지 지역에서도 발견되며 수생 식물을 먹는다.

## 번식
암수 모두 모두 두 살이 되면 성적으로 성숙해진다. 짝짓기는 일년 내내 이루어지지만 2월에서 5월 사이에 정점에 달한다. 짝짓기 철이 되면 어린 수컷은 땅을 찌르려는 듯 뿔을 땅에 구부린다. 수컷은 물 속에서 우위를 차지하기 위해 머리를 숙이고 뿔과 뿔을 맞부딪혀 전투인 벌인다. 이러한 경쟁은 일반적으로 짧고 폭력적이다. 다른 많은 동물과 마찬가지로 지배적인 수컷이 암컷과 교미한다. 짝짓기가 시작되면 독특한 형태의 표시가 나타난다. 수컷은 머리를 땅에 대고 목과 뺨에 있는 털에 소변으로 냄새를 남긴다. 그런 다음 뚝뚝 떨어지는 수염을 암컷의 이마와 엉덩이에 문른다.
임신 기간은 평균 7~9개월이며, 그 후 한 마리의 새끼를 낳는다. 새끼의 체중은 약 4.5~5.5kg이다. 암컷은 새끼를 낳은 지 약 한 달 후에 다시 발정기에 돌입할 수 있다. 새끼는 태어난 직후 2~3주 동안 울창한 초목 속에 숨어서 어미의 젖을 먹는다. 생후 5~6개월에 젖을 떼고 몇 달이 지나면 독립하여 무리에 합류할 준비가 된다.

## 분포 및 서식지
나일리추에는 일반적으로 물 깊이가 10~40cm인 더 깊은 늪과 접해 있는 얕은 물 근처의 범람원에서 자생한다. 나일리추에는 남수단과 에티오피아의 고유종으로, 수단에서는 개체 수의 대다수가 수드에 서식하며 소수는 에티오피아 국경 근처의 마차르 지역에 살고 있다. 에티오피아에서는 남서부의 감벨라 국립공원에 서식하지만 인간의 정착과 그로 인한 서식지의 황폐화로 그 수가 매우 적다. 나일리추에의 서식지는 내전, 인간의 이주 및 재정착, 총기로 인한 공격 및 사냥 증가로 심각한 영향을 받았으며 계절적 이동조차 서식 범위 안팎의 많은 소 개체군으로 인해 제한되어 있다. 그러나 수드에 위치한 나일리추에의 개체 수는 이 기간 동안 어느정도 안정적으로 유지되고 있다.

## 보존
나일리추에는 국제 자연 보전 연맹(IUCN)에 의해 멸종 위기종으로 분류되어 있다. 1983년 항공 조사에 따르면 총 개체 수는 30,000~40,000마리으로 추산되었으며, 그 중 개체 수의 95%가 수드에 집중되어 있었고 나머지는 수단과 에티오피아 사이에 자생했다. 1980년대 마차르에 위치한 개체 수는 900마리로 추산됐다. 1967년 길로 강의 늪지에서도 약 150마리의 개체군이 보고됐다. 포획되어 인간에 사육되는 개체도 늘어나고 있다. 2007년 수드 지역의 개체수는 4,291마리로 추산되었는데, 이는 1983년 조사 이후 개체 수가 급격하게 감소한 것을 나타낸다.
남수단에서 나일리추에 개체군은 세 가지 보호 지역인 바흐 엘 제라프 강을 따라 9,700km2 이상 뻗어 있는 제라프 동물보호구역,  바흐 엘 가자르 강 북쪽의 480km2 이상 뻗어 있는 판이캉 게임 리저브, 바흐 엘 자벨 강을 따라 620km2 이상 뻗어 있는 삼베 국립 공원에서 자생한다. 나일리추에는 이 지역들을 계속 드나들고 있으며, 에티오피아에서는 가벨라 국립 공원에서 자생한다. 한 연구에서는 이 종의 현지 내 및 현지 외 보존에 대한 우선순위를 설명했다.